# NGC 775
NGC 775 is een balkspiraalstelsel in het sterrenbeeld Oven. Het hemelobject werd op 15 november 1835 ontdekt door de Britse astronoom John Herschel.

## Synoniemen
- PGC 7451
- ESO 477-18
- MCG -5-5-24
- IRAS01562-2632